# مايالاس
بلدية مايالس (بالكاتالانية: Maials) هي بلدية صغيرة تقع في مقاطعة قطلونيا في إسبانيا وتعاني من انخفاص كبير في عدد السكان.

## السكان
| السنة      | 1900 | 1930 | 1950 | 1970 | 1986 | 2007 |
| ---------- | ---- | ---- | ---- | ---- | ---- | ---- |
| عدد السكان | 2271 | 2366 | 1983 | 1067 | n/a  | 973  |

## وصلات خارجية
- Pàgina web de l'Ajuntament
- Informació de la Generalitat de Catalunya
- Informació de l'Institut d'Estadística de Catalunya